# Attentat de Mulai
L'attentat de Mulai a lieu lors de l'insurrection djihadiste au Nigeria.

## Déroulement
Le 1er avril 2014, quatre véhicules de Boko Haram, chargés d'explosifs, se rendent à Maiduguri avec l'intention d'effectuer un attentat-suicide. Cependant, dans le quartier de Mulai, sur la route reliant Maiduguri à Damboa, les islamistes tentent de forcer un barrage de l'armée nigériane. Les militaires ouvrent alors le feu, ils parviennent à détruire trois véhicules et tuent plusieurs djihadistes, un autre est fait prisonnier.
Cependant, un quatrième véhicule parvient à se faire exploser vers 13 heures, près d'une station-service. L'explosion cause la mort de nombreux civils et détruit également huit véhicules.
Selon Chris Olukolade, porte-parole du ministère de la Défense, le bilan de l'affrontement et de l'attentat est de 15 morts et 17 blessés pour les civils, cinq militaires sont également blessés tandis que du côté de Boko Haram, 6 hommes sont morts et un autre est fait prisonnier.